# Composición étnica de la Colonia Tovar
La composición étnica de la Colonia Tovar, localidad venezolana fundada en el siglo XIX por inmigrantes alemanes, ha sido objeto de estudios científicos centrados en el análisis del ácido desoxirribonucleico (ADN), debido al prolongado aislamiento geográfico y genético de su población, lo que ha favorecido fenómenos como el efecto fundador, la deriva genética y la aparición de enfermedades hereditarias.

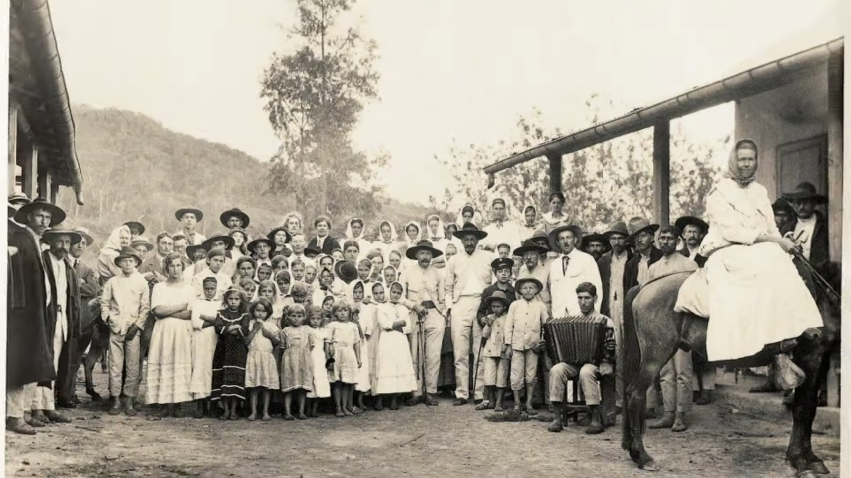
Retrato de colonieros, habitantes originarios de la Colonia Tovar, circa 1910. Imagen tomada por Federico Carlos Lessmann.
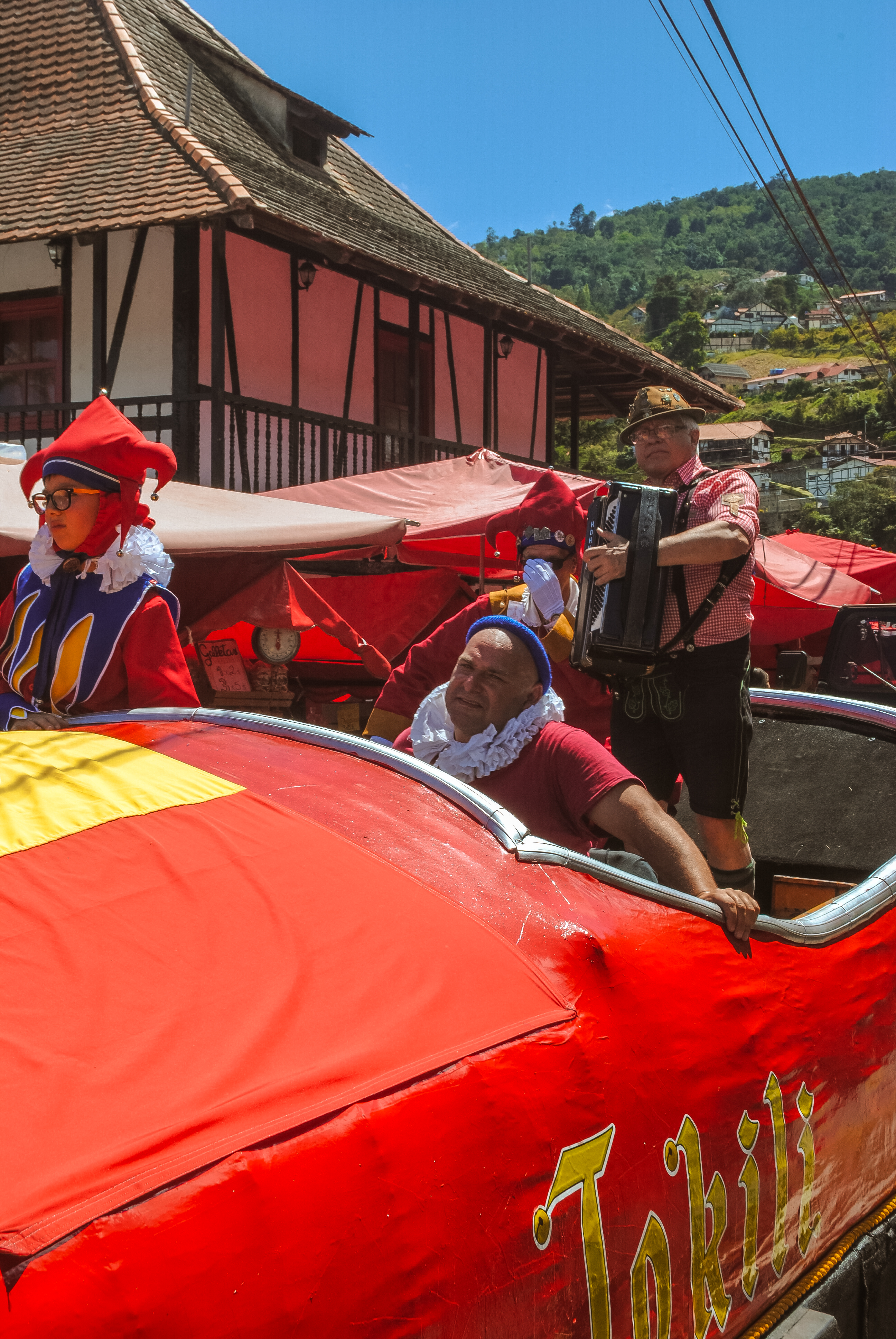
Celebración del Jokili por parte de los colonieros, una figura carnavalesca con más de 240 años de antigüedad, originaria de Endingen, ciudad alemana de la que procedían la mayoría de los colonos que fundaron la Colonia Tovar.
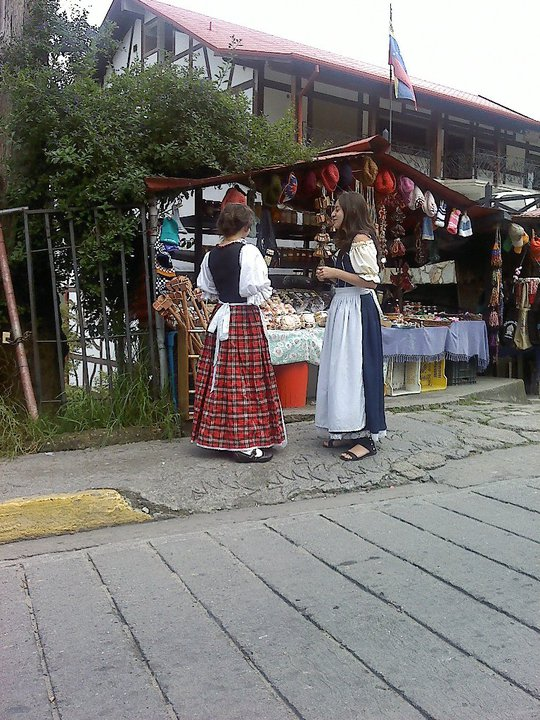
Dos mujeres colonieras, vestidas con la indumentaria tradicional de la Colonia Tovar, frente a un puesto de comida y productos típicos de la región.
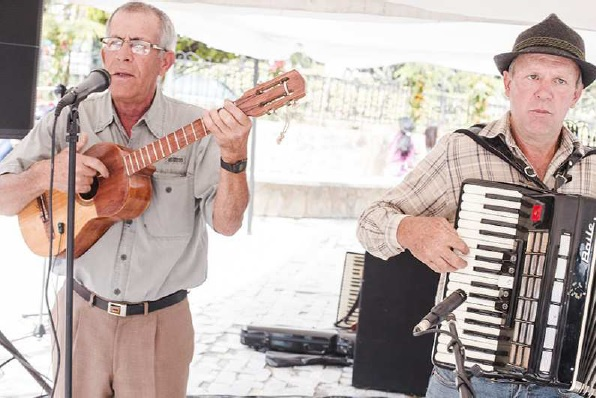
Presentación de un dúo interpretando el joropo coloniero, expresión musical que combina la tradición del joropo venezolano con influencias melódicas y rítmicas de la música folclórica alemana.

## Origen y estructura genética
Uno de los estudios más recientes examinó la variabilidad del HLA de clase I en esta población mediante la técnica de PCR-SSOP, siendo la primera vez que se analiza este sistema inmunogenético en la Colonia Tovar. La deriva genética aleatoria, el efecto fundador y el flujo génico se proponen como factores clave para explicar las frecuencias de alelos y haplotipos HLA observadas. No obstante, los alelos presentes en los loci de clase I resultaron insuficientes para confirmar de manera concluyente el origen alemán de la comunidad a lo largo de su historia.
Estos resultados son consistentes con los obtenidos en el análisis de otros sistemas genéticos (como ACP, AK, ESD, G6PD, GLO, PGM, PGD, ALB, CP, HP y TF), los cuales también indican una pérdida progresiva de señales genéticas fundacionales. En conjunto, la evidencia sugiere que el acervo génico original ha sido diluido debido al flujo génico sostenido proveniente de la población mestiza circundante.
Complementariamente, un análisis de la distribución temporal de la consanguinidad en la Colonia Tovar entre 1843 y 1977, basado en una muestra de 940 parejas reproductivas, permitió calcular los coeficientes de consanguinidad correspondientes a uniones consanguíneas simples y múltiples, así como el coeficiente medio de endogamia para nueve períodos históricos diferentes. Los resultados revelaron un conjunto de características distintivas en la historia reproductiva de la comunidad: después de un siglo desde su fundación, se registraron valores elevados de endogamia y una alta frecuencia de uniones consanguíneas en general; las uniones consanguíneas simples de parentesco cercano fueron poco frecuentes, mientras que las de parentesco intermedio resultaron más comunes; también se observó una elevada frecuencia de uniones consanguíneas múltiples, las cuales aportaron significativamente a los valores de endogamia y al índice general de consanguinidad. Además, se documentaron niveles especialmente altos de endogamia en ciertos linajes familiares, evidenciados a través de la repetición de apellidos específicos.
Se sugiere que estos patrones reproductivos fueron influenciados por factores socioculturales y económicos propios de la comunidad, tales como normas matrimoniales internas, cohesión cultural y prácticas tradicionales. Asimismo, el aislamiento prolongado, la escasa inmigración durante los primeros 60 a 80 años, la baja tasa de crecimiento poblacional y el alto número promedio de hijos por pareja habrían contribuido a consolidar esta estructura demográfica cerrada.

## Variabilidad genética y enfermedades hereditarias

### Discapacidad auditiva
Un estudio realizado en diez familias con discapacidad auditiva (DA) de la Colonia Tovar, en su mayoría de ascendencia alemana, identificó un genotipo/fenotipo previamente no descrito asociado con sordera profunda y prelingual no sindrómica. 
En esta investigación reciente, se reevaluaron 48 individuos, incluyendo ocho de los 143 sujetos examinados con audiogramas hace aproximadamente 40 años. Se recolectaron muestras de ADN y se realizó un análisis genómico en un paciente con sordera prelingual seleccionado aleatoriamente, enfocado en 27 loci asociados con discapacidad auditiva. Posteriormente, se efectuó la secuenciación del gen GJB2 en todos los miembros de cada familia. Para la construcción de haplotipos, se utilizaron cinco SNPs intragénicos de dicho gen: rs117685390, rs7994748, rs2274084, rs2274083 y rs3751385. Los audiogramas obtenidos a lo largo de cinco décadas fueron comparados con el fin de evaluar la pérdida auditiva relacionada con la edad entre los distintos genotipos presentes en la población.
Tres hermanos con sordera prelingual, quienes presentaban la mayor pérdida auditiva simétrica registrada en el grupo, eran homocigotos para la mutación c.35dupG (p.V13Cfs*35), una variante extremadamente rara del gen GJB2. Además, se identificaron otras dos mutaciones en dicha población: p.W77R y c.35delG. Se detectó desequilibrio de ligamiento en los portadores de las mutaciones c.35dupG y p.W77R, ambas asociadas a un mismo haplotipo en fase (T;T;G;A;C), mientras que esta asociación no se observó en los dos haplotipos independientes encontrados con c.35delG. Un individuo heterocigoto compuesto en trans (c.35delG/c.35dupG) mostró un perfil audiométrico distinguible de los homocigotos para cada una de estas variantes.
Los hallazgos sugieren una frecuencia relativamente elevada de la mutación c.35dupG en la población fundadora proveniente de la región de Kaiserstuhl, en Alemania, lo que contrasta con la frecuencia ampliamente distribuida de la mutación adyacente c.35delG, indicando diferencias en los patrones epidemiológicos. El análisis de haplotipos respalda la existencia de fenómenos de efecto fundador y de apariciones independientes de ambas mutaciones, posiblemente ocurridas hace cientos de generaciones en poblaciones europeas.

### Lepra
Un estudio realizado en la zona evaluó la distribución de grupos sanguíneos en una muestra compuesta por 80 pacientes con lepra y 364 individuos sanos como grupo control, pertenecientes a las poblaciones de ascendencia alemana y criolla de la Colonia Tovar y sus alrededores. En este contexto, el término «criollo» se refiere a la población local no germanodescendiente, principalmente mestiza, compuesta por descendientes de españoles e indígenas que habitaban la región antes y alrededor de la colonia. Los resultados indicaron una marcada diferencia en la prevalencia de la enfermedad entre los dos grupos: aproximadamente 100 por cada 1 000 habitantes en la población de origen alemán, frente a 1,3 por cada 1 000 en la población criolla.
Aunque el tamaño de la muestra no permitió realizar un análisis estadístico concluyente sobre la distribución fenotípica, no se observaron diferencias evidentes en la relación entre los grupos sanguíneos y la presencia de la enfermedad. Sin embargo, el grupo de origen alemán presentó un exceso significativo del alelo del grupo sanguíneo A, lo cual podría estar relacionado con procesos de aislamiento genético, endogamia y efectos fundadores que caracterizan a esta comunidad.

### Discromatopsia
El genetista y médico venezolano Sergio Arias Cazorla realizó una amplia investigación sobre la discromatopsia (alteración en la percepción de los colores) en la población de la Colonia Tovar. Para ello, visitó personalmente a todas las familias de la localidad y elaboró cerca de 10 000 fichas escritas a mano, registradas en varios cuadernos. Pronto notó un patrón recurrente: «En la Colonia Tovar había un 16 % de hombres con discromatopsia», señaló Arias, en alusión a esta condición que afecta principalmente al sexo masculino. «Una proporción enorme, si se compara con el promedio europeo, que ronda apenas el 5 %».